# Ministre de la Indústria Primària (Nova Zelanda)
El Ministre de la Indústria Primària és el ministre del govern de Nova Zelanda amb responsabilitat pel Ministeri de la Indústria Primària. Aquest ministre s'encarrega de supervisar les lleis, estàndards i directrius del govern sobre l'agricultura, la silvicultura i la pesca. L'actual Ministre de la Indústria Primària és Nathan Guy.

## Ministres de la Indústria Primària
|   | Nom (naixement-mort) circumscripció              | Fotografia   | Començament del mandat | Fi del mandat       | Legislatures | Partit   | Primer ministre servit |
| - | ------------------------------------------------ | ------------ | ---------------------- | ------------------- | ------------ | -------- | ---------------------- |
| 1 | David Carter (1952-actualitat) Diputat de llista | Nova Zelanda | 2 d'abril de 2012      | 29 de gener de 2013 | 50a          | Nacional | Key                    |
| 2 | Nathan Guy (1970-actualitat) Diputat per Ōtaki   | Nathan Guy   | 31 de gener de 2013    | (actualitat)        | 50a          | Nacional | Key                    |